# Voyennes
Voyennes (älteste bekannte Namensform Vienna) ist eine nordfranzösische Gemeinde mit 592 Einwohnern (Stand 1. Januar 2022) im Département Somme in der Region Hauts-de-France. Sie gehört zum Arrondissement Péronne und ist Teil des Gemeindeverbandes Est de la Somme.

## Geographie
Die Gemeinde liegt an der Somme und am parallel verlaufenden Canal de la Somme sowie dessen Zufluss Allemagne nahe der Abzweigung des Canal du Nord. Der Ort war Ausgangspunkt für einen Bummelzug, der 1954 stillgelegt wurde. Auch der Bahnhof Voyennes-Hombleux der SNCF wurde 1973 stillgelegt.

## Geschichte

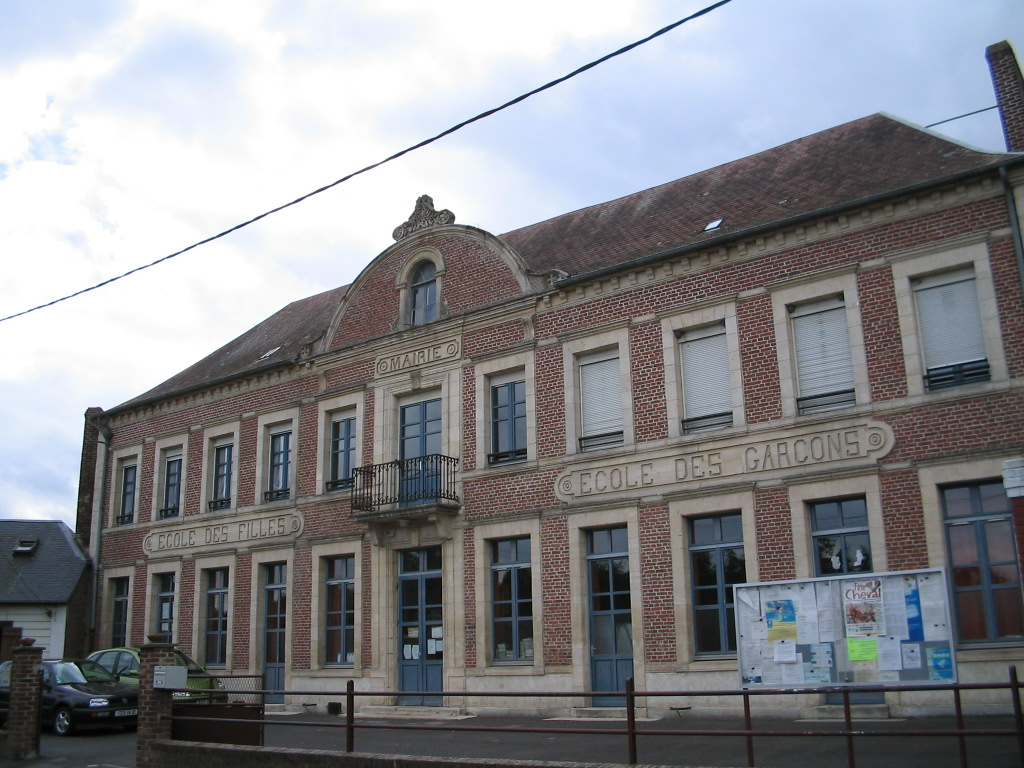
Schule und Mairie von Voyennes

Funde belegen eine Besiedlung schon in gallo-römischer Zeit. Im 10. Jahrhundert kam der Ort unter den Schutz des Templerordens. Im Jahr 1415 überquerte Heinrich V. von England nach der Schlacht von Azincourt hier die Somme. Im Ersten Weltkrieg wurde die Gemeinde stark zerstört.

## Wirtschaft

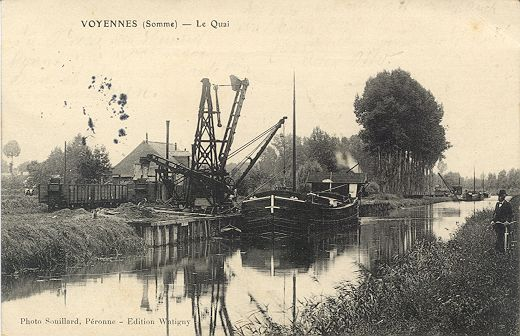
Handelshafen und Bummelzug, frühes 20. Jahrhundert

Voyennes besaß noch zu Beginn des 20. Jahrhunderts einen bedeutenden Gartenbau. Die Güterabfuhr erfolgte großenteils über den im Jahr 1827 fertiggestellten Canal de la Somme. Im Süden der Gemeinde stehen sechs Windkraftanlagen.

## Kirche Saint-Étienne
Der romanische Bau wurde im Ersten und Zweiten Weltkrieg völlig zerstört. Die moderne Kirche birgt ein Flachrelief der alten Kirche.

## Einwohner
| 1962 | 1968 | 1975 | 1982 | 1990 | 1999 | 2006 | 2018 |
| ---- | ---- | ---- | ---- | ---- | ---- | ---- | ---- |
| 516  | 551  | 562  | 636  | 619  | 592  | 608  | 601  |